# Токаев, Турпал Аптиевич
Ту́рпал Апти́евич Тока́ев (Теодор Сариев) (род. 20 ноября 1984 или 28 ноября 1985, Грозный) — российский боксёр-профессионал, кикбоксёр К-1 и боец муай-тай, чеченского происхождения, выступающий в тяжёлой весовой категории. Неоднократный чемпион Турции по кикбоксингу, чемпион мира по кикбоксингу и тайскому боксу. Также является актером популярного турецкого телесериала Основание: Осман.

## Биография
Выходец из тайпа Гендаргеной. Родился 20 ноября 1984 года в Грозном. В 1999 году переехал в Казахстан, где выступал на ринге под именем Теодор Сариев. Был лидером сборной Казахстана по тайскому боксу в категории свыше 91 кг. Ему удавалось завоевывать медали практически во всех турнирах, в которых он принимал участие: международный турнир на Кубок президента Казахстана, чемпионат мира среди спортивных клубов в Ялте, чемпионат мира по муайтай 2006 года (серебряный призёр), и других.
Через некоторое время переехал в Турцию, где также добился больших успехов: чемпион Турции в абсолютном весе, трёхкратный обладатель Гран при Турции. Стал одним из десяти самых узнаваемых людей в Турции. Поклонники дали ему прозвище «Bahadir Sari» («Герой»).
В Турции начал работать в кино в качестве актёра, режиссёра, каскадёра, постановщика боевых сцен. Участвовал в съёмках турецкого исторического блокбастера «Кара-Мурат» в качестве режиссёра и актёра (сыграл роль римского полководца — гладиатора Таллуса). Также участвовал в создании фильмов «13-й район», «Неоспоримый 2», «Неоспоримый 3».
В 2010 году вернулся на родину. Выступает за клуб бойцовский клуб «Грозный» под руководством тренера Рамзана Исиева.

## Профессиональная боксёрская карьера
3 ноября 2021 года начал профессиональную боксёрскую карьеру, победив единогласным решением судей (счёт: 40-36 — трижды) опытного украинца Германа Скобенко (5-8-2).

## Статистика в профессиональном боксе
В таблице перечислены результаты всех поединков боксёров.
В каждой строке указан результат поединка. Дополнительно номер поединка обозначен цветом, который обозначает итог поединка. Расшифровка обозначений и цветов представлена в нижеследующей таблице.
| Пример | Расшифровка                     |
| ------ | ------------------------------- |
|        | Победа                          |
|        | Ничья                           |
|        | Поражение                       |
|        | Планируемый поединок            |
|        | Поединок признан несостоявшимся |
| КО     | Нокаут                          |
| ТКО    | Технический нокаут              |
| PTS    | Решение судей (по очкам)        |
| UD     | Единогласное решение судей      |
| MD     | Решение большинства судей       |
| SD     | Раздельное решение судей        |
| RTD    | Отказ от продолжения боя        |
| DQ     | Дисквалификация                 |
| NC     | Поединок признан несостоявшимся |

| 1 поединок, 1 победа (0 нокаутом). | 1 поединок, 1 победа (0 нокаутом). | 1 поединок, 1 победа (0 нокаутом). | 1 поединок, 1 победа (0 нокаутом). | 1 поединок, 1 победа (0 нокаутом).        | 1 поединок, 1 победа (0 нокаутом). | 1 поединок, 1 победа (0 нокаутом).            |
| Бой                                | Рекорд                             | Дата боя                           | Соперник                           | Место проведения боя                      | Раундов, время                     | Дополнительно                                 |
| ---------------------------------- | ---------------------------------- | ---------------------------------- | ---------------------------------- | ----------------------------------------- | ---------------------------------- | --------------------------------------------- |
| 1                                  | 1-0                                | 3 ноября 2021                      | Герман Скобенко (5-8-2)            | ДС Увайса Ахтаева, Грозный, Чечня, Россия | UD 4 (4)                           | Счёт: 40-36 (трижды). Профессиональный дебют. |

## Статистика в кикбоксинге
| Результат | Соперник                | Метод              | Турнир                  | Дата            | Раунд | Время |
| --------- | ----------------------- | ------------------ | ----------------------- | --------------- | ----- | ----- |
| Поражение | Tomasz Sarara           | Решение судей      | Кубок Татнефть 2014     | 31 января 2014  | 4     | 3:00  |
| Победа    | Mantas Rimdeika         | Нокаут             | Кубок Татнефть 2013     | 1 декабря 2012  | 1     |       |
| Победа    | Юрий Макаренко          | Нокаут             | -                       | 2011            | 2     |       |
| Победа    | Даниил Саплойшин        | Нокаут             | Кубок Татнефть 2011"    | 19 декабря 2010 | 1     |       |
| Победа    | Магомед-Гаджи Магомедов | Нокаут             | -                       | 2010            | 1     |       |
| Победа    | Энрике Зова             | Нокаут             | -                       | 2010            | 2     |       |
| Победа    | Горан Видакович         | Технический нокаут | -                       | 2009            | 2     |       |
| Победа    | Эрхан Дениз             | Решение судей      | -                       | 2009            | 5     | 3:00  |
| Победа    | Замик Атакишев          | Нокаут             | -                       | 2009            | 2     |       |
| Победа    | Саид Али Мухаммед       | Нокаут             | -                       | 2009            | 2     |       |
| Победа    | Замик Атакишев          | Технический нокаут | -                       | 2009            | 1     |       |
| Победа    | Редуан Кайро            | Нокаут             | -                       | 2008            | 2     |       |
| Поражение | Стефан Леко             | Решение судей      | Kickboks Gala Istanbul  | 14 октября 2007 |       |       |
| Поражение | Натан Корбет            | Решение судей      | K-1 Scandinavia GP 2007 | 19 мая 2007     | 3     | 3:00  |
| Победа    | Рамазан Рамазанов       | Нокаут             | K-1 Scandinavia GP 2007 | 19 мая 2007     | 2     | 0:57  |
| Победа    | Энрике Зова             | Решение судей      | -                       | 2007            | 3     | 3:00  |

## Спортивные достижения
- Чемпион мира по тайскому боксу (IFMA 2006);
- Победитель турнира по тайскому боксу «Кубка Короля Таиланда» (2007);
- Чемпионский пояс WMC (2007);
- Интерконтинентальный чемпион по кикбоксингу (К-1) (2008);
- Чемпионский пояс WKN (2008);
- Чемпион мира по кикбоксингу (К-1) (2009);
- Чемпионский пояс ISKA (2009);
- Гран-при Турции по кикбоксингу (К-1) (2009);
- Чемпион Мира по кикбоксингу (ISKA 2010);
- Гран-при Турции по кикбоксингу (К-1) (2010);
- Чемпионский пояс ISKA (2011);
- Гран-при Турции по кикбоксингу (К-1) (2011);
- Чемпион мира пояс ISKA (2017)[3];
- Чемпион мира по боям TNA (2017)[4];
- Чемпион России по кикбоксингу (2017)[4].